# Cosmarium exiguum
Cosmarium exiguum  là một loài Song tinh tảo trong họ Desmidiaceae, thuộc chi Cosmarium.